# Der Bäbu

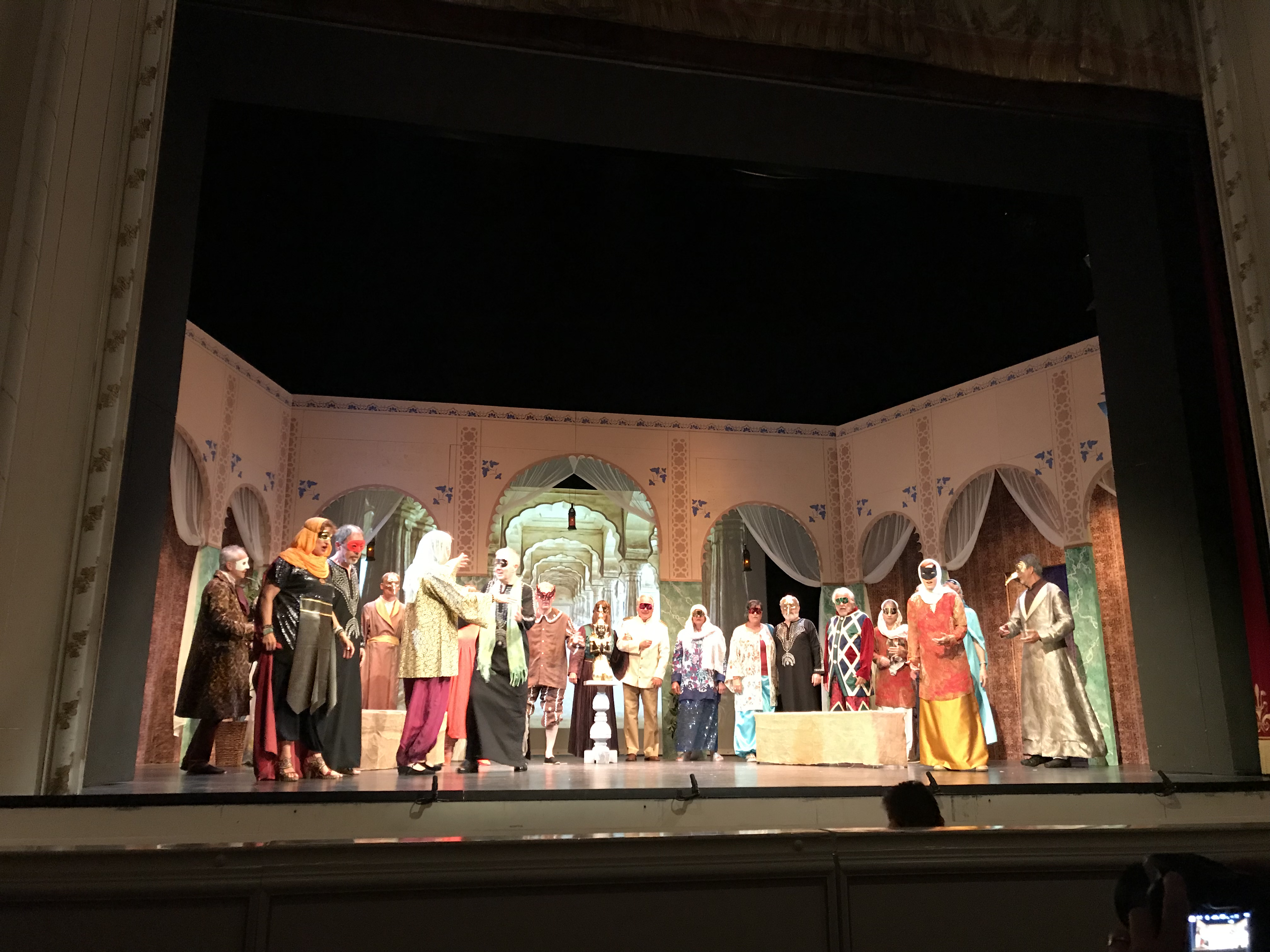
Prove dell'Opera da Camera di Neuburg il 20 luglio 2018

Der Bäbu (Il Baboo) è un'opera comica in tre atti di Heinrich Marschner. Il libretto tedesco di Wilhelm August Wohlbrück (cognato di Marschner) è basato sul libro The Baboo and Other Tales Descriptive of Society in India. Smith, Elder e Co., Londra 1834 di Augustus Prinsep. La prima rappresentazione ebbe luogo il 19 febbraio 1838 ad Hannover.

## Ruoli
| Ruolo                      | Registro vocale | Prima,19 febbraio 1838 |
| -------------------------- | --------------- | ---------------------- |
| Bäbu Brischmohun Bonurschi | baritono        | Traugott Gey           |
| Nabob Jussuf Ali Khan      | basso           |                        |
| Dilafrose, sua figlia      | soprano         | Adele Jazedé           |
| Heinrich Forester          | tenore          | Eduard Holzmiller      |
| Gosain, fachiro            | basso           |                        |
| Eva Eldridge, suo nipote   | soprano         |                        |
| Friedrich Mosely           | tenore          |                        |
| Direttore                  |                 | Heinrich Marschner     |

## Trama
L'opera è ambientata nelle Indie orientali britanniche nel 1820. L'astuto Bäbu, un guru compiacente e insegnante di yoga, è un truffatore e un ingannatore. Dopo aver rubato la proprietà del nobile Ali Khan, vuole che sua figlia Ranijana sia sua moglie. Ma lei adora il capitano Forester, che è dovuto tornare in Inghilterra per motivi di salute. Per convincerlo a stare con lei ha persino finto il suicidio.
In Inghilterra intanto Forester si era fidanzato con Eva, la nipote del governatore di Calcutta. Però di nuovo torna in India perché non è sicuro dei suoi sentimenti. Quando trova Ranijana al sicuro, il suo vecchio amore si risveglia. Anche Eve, sospettosa delle voci che lui aveva diffuso sulla sua morte, compare in India. La situazione sta diventando caotica. Ma quando Forester scopre che il suo amico Mosely ed Eva si amano, tutto sembra andare per il meglio.
Ali porta la notizia che sua figlia è stata rapita. Tutti sono dell'opinione che Bäbu debba esserci dietro. In effetti, trovano Ranijana con lui. Era riuscita a far "ballare" il guru ubriaco fino a farlo addormentare.
Lui, completamente fuori di sé, viene sopraffatto e consegnato alla polizia. Le coppie si abbracciano allegramente tra gli applausi dei loro amici.

## Strumentazione
Marschner compose l'opera per due ottavini e due flauti (non raddoppiati), due oboi, due clarinetti, due fagotti, quattro corni, tre tromboni, timpani, tamtam e archi.